# مزمن

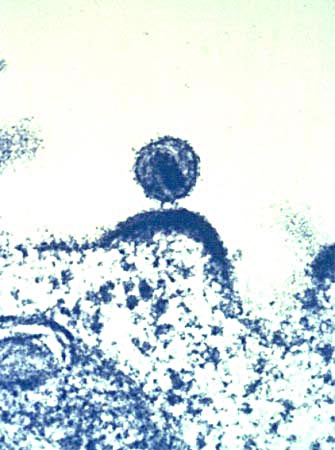
ویروس HIV، ویروسی که باعث ایدز در انسان میشود.

بیماری مُزمِن در پزشکی به بیماری‌هایی گفته می‌شود که زیاد طول می‌کشند یا ذاتاً بلندمدت هستند. مانند آسم یا دیابت البته بیماریهای پوستی مانند کهیر مزمن که بعضا ممکن است ماه ها و یا سال ها طول بکشند نیز جزء این موارد هستند 
واژهٔ مزمن برخلاف واژهٔ حاد و تحت حاد استفاده می‌شود.
درد مزمن معمولاً بیان‌کنندهٔ دردی است که بیش از ۶ ماه از زمان آن گذشته و پایان آن قابل پیش‌بینی نبوده و به جز اینکه به‌طور خیلی آهسته التیام یابد مانند سوختگی‌ها. دیگر خصوصیات درد مزمن آنست که هویت علت آن مشخص باشد، اغلب درد مزمن، فرد را بی‌خاصیت و بدون کارایی کرده و برای فرد زندگی با چنین شرایطی مشکل است. بیماران تجارب مدامی نسبت به درد دارند یا به‌طور مداوم درد مزمن آن‌ها عود کرده که اغلب بیماریشان به‌طور فزونی وقت‌شان را اشغال می‌کند. واژهٔ مزمن برخلاف واژهٔ حاد و تحت حاد استفاده می‌شود.